# La Gloria
La Gloria é um município da Colômbia, localizado no departamento de Cesar.